# Tour des Alpes-Maritimes
Tour des Alpes-Maritimes, tidigare Tour des Alpes-Maritimes et du Var (2020–2023), Tour du Haut-Var (1982–2019), Seillans-Draguignan (1976–1981), Draguignan-Seillans (1975) och Nice-Seillans (1969–1974) är ett landsvägslopp (cykling) som hålls årligen i februari i regionen Provence-Alpes-Côte d'Azur i Frankrike.
Tävlingen började som ett endagslopp (efter några inledande år vanligen med start, mål eller bådadera i Draguignan) och hölls som sådant fram till och med 2008, med undantag för 1987 då det kördes som ett tvådagars etapplopp. När UCI Europe Tour instiftades 2005 inkluderadas loppet i denna klassificerat som 1.1. 2009 gjordes det om till ett tvådagarslopp (och klassificeringen ändrades därmed till 2.1) och 2019 ökades antalet etapper till tre. Detta tredagarslopp, Tour des Alpes-Maritimes et du Var, splittrades 2024 i två separata lopp: Classic Var avhållet på fredagen i departementet Var (UCI 1.1) och Tour des Alpes-Maritimes (UCI 2.1) som går lördag–söndag i departementet Alpes-Maritimes.
Loppet kallas ofta inofficiellt Course aux Mimosas Fleuris ("de blommande mimosornas väg").

## Podieplaceringar
| År                                     | Vinnare                   | Tvåa                   | Trea                     |
| -------------------------------------- | ------------------------- | ---------------------- | ------------------------ |
| Nice-Seillans                          |                           |                        |                          |
| 1969                                   | Raymond Poulidor          | Willy Monty            | Albert Van Vlierberghe   |
| 1970                                   | René Grelin               | Wladimiro Panizza      | Roberto Poggiali         |
| 1971                                   | Désiré Letort             | Bernard Labourdette    | Jean-Pierre Parenteau    |
| 1972                                   | Frans Verbeeck            | Jean-Claude Genty      | Pierre Rivory            |
| 1973                                   | Joop Zoetemelk            | Roger Rosiers          | Luis Ocaña               |
| 1974                                   | Gerben Karstens           | Georges Talbourdet     | José Catieau             |
| Draguignan-Seillans                    |                           |                        |                          |
| 1975                                   | Raymond Delisle           | Miguel María Lasa      | Patrick Perret           |
| Seillans-Draguignan                    |                           |                        |                          |
| 1976                                   | Frans Verbeeck            | Jan Raas               | André Chalmel            |
| Seillans-Draguignan (Tour du Haut-Var) |                           |                        |                          |
| 1977                                   | Bernard Thévenet          | Henk Lubberding        | Johan De Muynck          |
| 1978                                   | Freddy Maertens           | Joop Zoetemelk         | Jean-Luc Vandenbroucke   |
| 1979                                   | Joop Zoetemelk            | Jean Chassang          | Jean-René Bernaudeau     |
| 1980                                   | Pascal Simon              | Sean Kelly             | Guy Sibille              |
| Tour du Haut-Var                       |                           |                        |                          |
| 1981                                   | Jacques Bossis            | Francis Castaing       | Jean-Luc Vandenbroucke   |
| 1982                                   | Sean Kelly                | Francis Castaing       | Paul Sherwen             |
| 1983                                   | Joop Zoetemelk            | Stephen Roche          | Kim Andersen             |
| 1984                                   | Éric Caritoux             | Robert Millar          | Pascal Simon             |
| 1985                                   | Charly Mottet             | Éric Caritoux          | Steve Bauer              |
| 1986                                   | Pascal Simon              | Marc Madiot            | Dag Otto Lauritzen       |
| 1987                                   | Rolf Gölz                 | Ronan Pensec           | Martin Earley            |
| 1988                                   | Luc Roosen                | Sean Kelly             | Etienne De Wilde         |
| 1989                                   | Gérard Rué                | Roland Le Clerc        | Luc Roosen               |
| 1990                                   | Luc Leblanc               | Claude Criquielion     | Alberto Elli             |
| 1991                                   | Éric Caritoux             | Etienne De Wilde       | Willem Van Eynde         |
| 1992                                   | Gérard Rué                | Fabian Jeker           | Frédéric Moncassin       |
| 1993                                   | Thierry Claveyrolat       | Fabian Jeker           | Gérard Guazzini          |
| 1994                                   | Laurent Brochard          | Eddy Seigneur          | Ronan Pensec             |
| 1995                                   | Marco Lietti              | Luca Scinto            | Giuseppe Guerini         |
| 1996                                   | Bruno Boscardin           | Léon van Bon           | Tristan Hoffman          |
| 1997                                   | Rodolfo Massi             | Richard Virenque       | Laurent Jalabert         |
| 1998                                   | Laurent Jalabert          | Pascal Chanteur        | Emmanuel Magnien         |
| 1999                                   | Davide Rebellin           | Beat Zberg             | Christophe Bassons       |
| 2000                                   | Daniele Nardello          | Andrej Kiviljov        | Davide Rebellin          |
| 2001                                   | Daniele Nardello          | Nicolaj Bo Larsen      | Davide Rebellin          |
| 2002                                   | Laurent Jalabert          | Alekszandr Vinokurov   | Robbie McEwen            |
| 2003                                   | Sylvain Chavanel          | Samuel Sánchez         | Andrej Kiviljov          |
| 2004                                   | Marc Lotz                 | Dmitrij Fofonov        | Stijn Devolder           |
| 2005                                   | Philippe Gilbert          | Ruggero Marzoli        | Cédric Vasseur           |
| 2006                                   | Leonardo Bertagnolli      | Pietro Caucchioli      | Jurgen Van De Walle      |
| 2007                                   | Filippo Pozzato           | Simon Gerrans          | Ricardo Serrano González |
| 2008                                   | Davide Rebellin           | Rinaldo Nocentini      | Aleksandr Botjarov       |
| 2009                                   | Thomas Voeckler           | David Moncoutié        | Jussi Veikkanen          |
| 2010                                   | Christophe Le Mevel       | Bert De Waele          | Julien El Fares          |
| 2011                                   | Thomas Voeckler           | Julien Antomarchi      | Rinaldo Nocentini        |
| 2012                                   | Jonathan Tiernan-Locke    | Julien El Fares        | Julien Simon             |
| 2013                                   | Arthur Vichot             | Lars Boom              | Laurens ten Dam          |
| 2014                                   | Carlos Alberto Betancourt | Samuel Dumoulin        | Amaël Moinard            |
| 2015                                   | Ben Gastauer              | Philippe Gilbert       | Jonathan Hivert          |
| 2016                                   | Arthur Vichot             | Jesús Herrada          | Diego Ulissi             |
| 2017                                   | Arthur Vichot             | Julien Simon           | Romain Hardy             |
| 2018                                   | Jonathan Hivert           | Alexis Vuillermoz      | Rudy Molard              |
| 2019                                   | Thibaut Pinot             | Romain Bardet          | Hugh Carthy              |
| Tour des Alpes-Maritimes et du Var     |                           |                        |                          |
| 2020                                   | Nairo Quintana            | Romain Bardet          | Richie Porte             |
| 2021                                   | Gianluca Brambilla        | Michael Woods          | Bauke Mollema            |
| 2022                                   | Nairo Quintana            | Tim Wellens            | Guillaume Martin         |
| 2023                                   | Kévin Vauquelin           | Aurélien Paret-Peintre | Neilson Powless          |
| Tour des Alpes-Maritimes               |                           |                        |                          |
| 2024                                   | Benoît Cosnefroy          | Vincenzo Albanese      | Aurélien Paret-Peintre   |
| 2025                                   | Christian Scaroni         | Santiago Buitrago      | Lenny Martinez           |

Not: 2006 fälldes Leonardo Bertagnolli i dopingtest, ingen ny segrare utsågs.